# Porzellanmuseum Münster
Das Porzellanmuseum in der westfälischen Stadt Münster wurde am 16. November 2003 in der Gasselstiege eröffnet. Träger des Museums ist der Verein zur Förderung eines Porzellanmuseums in Münster e. V. Die Ausstellung behandelt Porzellanmalereien in Münster seit der Mitte des 19. Jahrhunderts. Im Mittelpunkt stehen dabei die zur Zeit der Weimarer Republik entstandenen Werke von August Roloff, dessen Werke ihn bis über die Grenzen Westfalens bekannt machten. Die Sammlung des Vereins enthält über 10.000 Exponate aus 150 Jahren Geschichte der Porzellanmalerei. Das Museum wird jährlich von rund 1.000 Besuchern aufgesucht.
Ende November 2011 musste das Museum in der Gasselstiege schließen und sucht seit dem nach neuen Räumlichkeiten, darunter im denkmalgeschützten Hochbunker an der Lazarettstraße.
Seither hat das Museum noch keinen neuen Platz gefunden und ist als Wanderausstellung für kurze Zeit in verschiedenen Räumlichkeiten anzutreffen. Einige Exponate waren bis 2021 in einem der Torhäuser am Neutor ausgestellt.